# L'Altrofilm
L'Altrofilm est une société de production et de distribution de cinéma italienne créée en 1998 par Louis Nero.

## Historique
L'Altrofilm est une maison de production et de distribution de films indépendants. Fondée en 1998 par le cinéaste Louis Nero, est responsable de la production et distribution de films d'art.

## Filmographie partielle

### Films produits par L'Altrofilm
- 2000 : Golem de Louis Nero
- 2005 : Pianosequenza de Louis Nero
- 2006 : Hans de Louis Nero
- 2007 : Ex Drummer de Koen Mortier
- 2008 : La rabbia de Louis Nero
- 2011 : Rasputin de Louis Nero
- 2012 : Soledad de Louis Nero (court-métrage)
- 2014 : Le Mystère de Dante de Louis Nero
- 2014 : Registe de Diana Dell'Erba (documentaire)
- 2017 : The Broken Key de Louis Nero
- 2022 : L'uomo che disegnò Dio de Franco Nero
- 2023 : L'oste a pedali de Giulia Livigni (documentaire, en post-production)
- 2024 : Milarepa de Louis Nero (en production)
- 2024 : L'ora di tutti de Stefania Rocca (en production)

### Films distribués par L'Altrofilm
- 2006 : Fratelli di sangue de Davide Sordella
- 2007 : Mario il mago (Márió, a varázsló) d'Almási Tamás
- 2007 : L'Autre Moitié (L'altra metà) de Rolando Colla
- 2008 : Principessa de Giorgio Arcelli
- 2008 : Marameo de Rolando Colla